# توپا لیوپینا
توپا لیوپینا (انگلیسی: Tupua Leupena; زاده ۲ اوت ۱۹۲۲ – درگذشته ۲۴ نوامبر ۱۹۹۶) سیاست‌مدار اهل تووالو بود.
توپا لیوپینا در ۲۴ نوامبر ۱۹۹۶، در سن ۷۴ سالگی درگذشت.